# 人物 (电视节目)
《人物》，是从2001年起在中国中央电视台科学教育频道开播的电视节目，主要是讲述各职业人物生平故事，同时通过他们的人生传递思想和知识。

## 沿革
2001年7月9日，《人物》正式在中国中央电视台科学教育频道开播，每周星期四及星期五22点45分播出。该节目在2019年9月26日播毕并由《人物·故事》节目取代。

## 部分名录

### 2012年
- 芭蕾公主侯宏澜
- 歌手许巍
- 爬行动物学家史蒂夫·欧文
- 爬行动物学家奥斯汀·史蒂文斯
- 埃娃·维兹涅斯卡
- 医学家韩宝
- 心外科学家肖明策
- 美国动物节目主持人杰夫·科温
- 跳高教练黄健
- 最美乡村医生李春燕
- 爬行动物学家奈吉·马尔文
- 主持人孟非
- 演员和收藏家王刚
- 相扑力士日马富士
- 相扑力士朝青龙
- 相扑力士白鹏
- 书法家张录成
- 外籍教授马约翰
- 书法家都本基
- 女校长李灵
- 喉癌专家徐振明
- 女歌唱家刘媛媛
- 美食家亚历克斯·阿塔拉
- 藏族歌手降央卓玛
- 哈莉·贝瑞
- 蕾妮·齐薇格
- 妮可·基德曼
- 美国发明家亚历山大·格拉汉姆·贝尔
- 发明家约瑟夫·雷塞尔
- 发明家詹姆斯·瓦特
- 教育家陶行知
- 国画家张大千
- 雷锋
- 模特刘雯
- 导演张黎
- 书法家刘正成
- 导演胡玫
- 画家王西京
- 中国帆船家郭川
- 苏步青
- 女演员闫妮
- 胰腺癌专家郭晓钟
- 行者孙冕
- 书法家沈尹默
- 音乐人常静
- 导演高群书
- 男歌手汪峰
- 钢琴家李云迪
- 国画家罗国士

### 2011年
- 国学家文怀沙
- 法国演员苏菲·玛索
- 男歌手屠洪纲
- 美国企业家史蒂夫·乔布斯
- 女演员章子怡
- 演员何赛飞
- 演员陈好
- 香港巨星张国荣

### 2010年
- 文学家林语堂

### 2009年
- 西方画家斯蒂芬·维尔特希尔
- 导演谢晋
- 摄影师石益民

## 收视人群
该节目的收视人群主要是有一定知识水平的人，包括学生、教师、教授、公务员、退休者。《人物》同《百家讲坛》、《探索·发现》、《走近科学》、《讲述》是观众最喜欢的科教频道的节目。